# Declaração de Astracã
A Declaração de Astracã foi um acordo humanitário mediado pelos russos pelos entre a Armênia e o Azerbaijão assinado em 27 de outubro de 2010 na cidade russa de Astracã. Relativo à situação do pós-guerra em Alto Carabaque (atual Artsaque), a declaração prevê a troca de prisioneiros de guerra e o retorno dos corpos dos soldados mortos com a assistência dos co-presidentes do Grupo de Minsk da OSCE e do Comitê Internacional da Cruz Vermelha. O Primeiro Vice-Presidente da Duma Federal no Comitê dos Assuntos Internacionais, Leonid Slutsky, avaliou a declaração como "um pequeno avanço no sentido geopolítico", que na verdade tem "um grande significado político, no caso da questão do Alto Carabaque".
Em sua declaração, o então ministro das Relações Exteriores francês, Bernard Kouchner, disse que "as medidas definidas na resolução aprovada em Astracã podem ajudar a reduzir a tensão e as violações do cessar-fogo, que se tornaram frequentes nos últimos meses" e "portanto, a França espera que sejam executadas imediatamente". Em uma coletiva de imprensa em Washington, o secretário adjunto de Estado dos Estados Unidos Philip J. Crowley saudou a assinatura da Declaração de Astracã como um "avanço positivo": "Nós apreciamos os esforços pessoais do Presidente Medvedev para chegar a este acordo, que visa construir a confiança entre as partes e reforçar o cessar-fogo de 1994".